# Raúl Barboza
Raúl Barboza (Corrientes, 22 de junio de 1938) es un destacado acordeonista de chamamé y música litoraleña de Argentina
Trayectoria Musical:
- Destacado acordeonista de chamamé y música litoraleña.
- Comenzó a tocar el acordeón a los 6 años, apodado “Raulito El Mago”.
- Más de 70 años de carrera, reconocido como embajador del chamamé a nivel mundial.
- Ha colaborado con artistas como Atahualpa Yupanqui, Astor Piazzolla y Mercedes Sosa.
Premios y Reconocimientos:
- Premios Atahualpa: Tres galardones en Argentina.
- Premios KONEX: Reconocido como una de las cinco mejores figuras en la historia de la música popular.
- Premios SADAIC: Distinción por su labor en la difusión del chamamé en el exterior.
- Premios Clarín: Mejor Artista del Año.
- Reconocimientos Internacionales:
  - “Grand Prix Charles Cros” en Francia.
  - Varias distinciones por su disco en Francia, incluyendo "Diapason d'or".
  - Título de "Caballero de las Artes y las Letras" otorgado por el Ministerio de Cultura y Comunicación de Francia.
Regreso a Argentina:
- Regresó al país acompañado de diversas formaciones musicales, incluyendo dúos y cuartetos, con músicos como Nardo González y Cacho Bernal.

## Trayectoria
Se hizo conocido por el gran público cuando integró la compañía y ballet de  Ariel Ramírez.. Fue en el ex teatro Odeòn .Interpretó con la guitarra de José Luis Medina y la voz y guitarra de Juancito el Peregrino, el chamamé jocoso "La Guampada" y otro tema, "En un "patio del Litoral".
Grabó más de 30 álbumes originales y participó en 9 películas. Difundió e hizo populares varias canciones incorporadas al cancionero popular de la música litoraleña como su versión de "Merceditas". 
Desde 1987 se instaló en Francia donde difundió por primera vez el chamamé, convirtiéndose en un referente de la música litoraleña en Europa. 
Su álbum Raúl Barboza, lanzado en Francia en 1993 ganó los premios Grand Prix Charles Cros, 4 ciefs événement Télérama, Diapason d’or y Choc Le Monde de la Musique. 
El 25 de mayo de 2000 el Ministerio de Cultura y Comunicación de Francia le otorgó la distinción de "Chevalier de l'Ordre des Arts et des Lettres". En 1985 y 2005 la Fundación Konex le otorgó el Diploma al Mérito de los Premios Konex a la Música Popular como uno de los 5 mejores "Solistas Masculinos de Folklore" de la década en Argentina, y nuevamente en 2015, esta vez en la disciplina "Instrumentista".
El 3 de marzo de 2022 la Universidad Nacional de Rosario le otorgó el título doctor honoris causa, máximo honor de dicha casa de estudios en reconocimiento de su extensa trayectoria en la música nacional e internacional.
En 2022 colaboró con el músico argentino Daniel Díaz  con quien ya había colaborado en el pasado, habiendo sido miembro de su banda en vivo y en grabaciones.
El primer tema de esta colaboración con Barboza se publicó el 17 de  febrero de 2023 y se trató de una verdadera combinación de estilos: jazz y chamamé, según Raúl Barboza: "Daniel tenía algunas melodías, algunos acordes, y yo siempre tengo algunas melodías en la cabeza, entonces fuimos juntando esos pedacitos de papel hasta que organizamos un itinerario musical y fue saliendo esto que salió” , “Souvenirs Panamericanos contiene 18 temas creados por ambos, en los que el sonido litoraleño muta y se convierte en milonga, zamba, vals o vidala con variaciones experimentales.”, «Por más que a veces estamos claramente en mi territorio creativo y a veces en el de Raúl, ambos nos reconocemos en cada nota, en cada momento de este recorrido en dúo», comentó Díaz.
El álbum Souvenirs Panamericanos apareció el 21 de marzo de 2023 con buena repercusión y críticas en los medios Argentinos (radios y prensa escrita).

## Discografía

### En Argentina
1. Presentando al nuevo ídolo del Litoral (1964), CBS-Columbia, 8468.
2. El talento de Raulito Barboza, CBS-Columbia, 8720.
3. Raulito Barboza con las grandas voces del Litoral, CBS-Columbia, 8814.
4. Viajando por el Litoral con Raulito Barboza, CBS-Columbia
5. Bailando folklore con Raulito Barboza, Harmony, 7109.
6. Bienvenido Raúl Barboza (1968), Polydor, 21009.
7. El nuevo sonido para el Litoral (1970), Polydor, 2422004
8. Soy Raúl Barboza (1971), Polydor, 2422020.
9. Bailando con Raulito Barboza y su conjunto (1972), Polydor, 2422027.
10. Únicos, Philips, 8011.
11. Eduardo Falú, Ariel Ramírez, Jaime Torres, Raúl Barboza, Unico Microfon, PROM 372.
12. Coronación del chamame (1973), Polydor, 2952005.
13. Para que baile mi gente (1974), Microfon, PROM 490.
14. Raúl Barboza, Microfon, PROM 6405.
15. Los Grandes del litoral Vol. 1 (1976), acompañando a Coco Díaz.
16. Los Grandes del Litoral Vol. 2 (1977), acompañando a Los Reyes del Chamamé.
17. Tango (1977), EMI-Odeon, 6489.
18. Homenaje al Paraguay, Polydor (ref. desconocida).
19. Chamamés, Music Hall, 60110.
20. Vivencias (1979), EMI-Odeon, 6968.
21. Raulito Barboza, Polydor, 25226-4.
22. Chamigo baile (1980), EMI-Odeon, 6157.
23. Bienvenido chamame (1981), EMI-Odeon, 6311.
24. En buena compañía, con Victor Velázquez, EMI Odeon, 6232.
25. Mateando con Landriscina, con Landriscina, Philips, 6388004.
26. Mercedes Sosa en Argentina (1982), acompañando a Mercedes Sosa, Philips, 4609/10.
27. Misa Criolla, varios artistas, Philips, 67124.
28. Para que baile mi gente, Microfon, PROM 490
29. Pintada, acompañando a Emilio del Guercio (1983), Microfon, sub-s 80236.
30. Rapsodia correntina (1983), CBS-Columbia, 8692.
31. Quinteto Tiempo, De lejos vengo, acompañando al Quinteto Tiempo, Sasy-Musical, 1015.
32. El canto a la nieve, acompañando a Mario Pirén, (1985), El arca de Noe, 3010.
33. Cosquín VII Festival, varios artistas, CBS Columbia, 2506, PEM 1122.
34. Boliche de pueblo chico (1985), Cabal, 48024.
35. Correntinas (1993), acompañando a Ramona Galarza y Teresa Parodi.
36. Correntinas II (1995), acompañando a Ramona Galarza y Teresa Parodi.
37. La tierra sin mal (1999), Sello La Lichère/La Trastienda Discos, r. LTD 04
38. Pájaro Chogüí, con Juanjo Domínguez (2000), Epsa 0011.
39. Cherogapé (2003), Epsa 0339.
40. Barboza Cuarteto (2016)

### En Francia
1. Paris Musette, volume 1 (1990), interpreta «La Foule» («Que nadie sepa mi sufrir»), Label La Lichère, CD LLL 137.
2. Trop de routes, trop de trains, acompañando a Les Primitifs du futur (1992) - Label La Lichère, CD LLL 247.
3. Dimey chante Dimey, acompañando a Dominique Dimey, (1993), Auvidis, A 6198.
4. Raúl Barboza (1993), Label La Lichère, CD LLL 167.
5. Les P’tits loups du jazz, varios artistas, EM CD 595
6. La tierra sin mal (1995), Label La Lichère, CD LLL 257.
7. Cesária (1995), acompañando a Cesária Évora, BMG, 74521246562
8. Les Musiciens du monde à Paris (1996), varios artistas, Ministère de la Culture, 97MSP04
9. Hollywood-Paris (1997) acompañando al acordeonista Ildo Patriarca, Frémeaux & Associés, FA 427.
10. Les Allumés du Jazz, varios artistas, Le collector - ADJ 002.
11. Quartet Elan, «Live», acompañando al Quartet Elan, Saravah, SHL 2086
12. Itci go itchi e (1998), acompañando a Pierre Barouh, Saravah, SHL 2089
13. Raúl Barboza / Juanjo Domínguez (1999), Label La Lichère, CD LLL 277.
14. Ruta 40con Daniel Díaz (2014),  Cezame France.
15. Barboza Cuarteto (2016), Label Alternativa Musical Argentina.
16. Tango (2019), Label PBI Musica.
17. 12 de Julio En Paris con Daniel Díaz y Norberto Pedreira (2019), Indep. France.
18. Souvenirs Panamericanos con  Daniel Díaz (Cezame Music) 2023

### En Brasil
1. Los caminantes (1979), Isaec, 02-2010.
2. Sin fronteras. Raulito Barboza (1984), Poligram, 8236181.
3. João Chagas Leite (1985), acompañando a João Chagas Leite, Chantecler, LP 2-04-405-154.

### En Japón
1. Chamigo baile (1980), EOS, 81404.
2. Raúl Barboza, Label La Lichère / Epic Sony, réf. ESCA 6073
3. Martin Saint-Pierre, De Paris à Tokyo (1992), acompañando al percusionista Martin Saint-Pierre, AMA, 5845.
4. Izumi Yukimura chante la Musette (1994), acompañando a la cantante Izumi Yukimura, EMI, TOCT 8465.

### En Alemania
1. King of chamame (1989), Erde Records, 001.
2. Collaborations, artista invitado

### En España
1. José Carreras, Misa Criolla (1987), interpretando el acordeón en el chamamé La anunciación, Philips, 420955.
2. Jairo, Cielos (1994), acompañando al cantante Jairo, TST Producción, CD 51228.

### En Holanda
1. Warande espress (1996), PAN 1997 WAR.

## Filmografía
- Mire que es lindo mi país (1981)
- El canto cuenta su historia (1976)
- Argentinísima II (1973)
- Argentinísima (1971)
- Ya tiene comisario el pueblo (1967)
- Cosquín, amor y folklore (1965)
- Viaje de una noche de verano (1965)
- Buenas noches, Buenos Aires (1964)
- Los inundados (1962) de Fernando Birri
- Alto Paraná (1958)
- La Voz Del Viento (2022)